# Îles d'Hyères
Pour les articles homonymes, voir Hyères (homonymie).
Ne doit pas être confondu avec île d'Or.
Les îles d'Hyères, ou îles d'Or, sont un archipel français composé de quatre îles (île de Porquerolles, île de Port-Cros, île de Bagaud, île du Levant) et quelques îlots et rochers en mer Méditerranée, situés au large de la presqu'île de Giens et du cap Bénat, dans le département du Var. Elles font partie de la commune d'Hyères. Une grande partie des îles et de la zone maritime environnante constitue le parc national de Port-Cros.

## Les différentes îles et îlots
La superficie totale des îles est de 28,99 km2. Elles se distribuent ainsi, d'ouest en est, sur 22 km :
- Les Fourmigues.
- Île de la Ratonnière.
- Île Longue.
- Île de la Redonne, simple rocher.
- Île du Grand Ribaud, propriété privée, dotée d'un phare depuis 1853.
- Île du Petit Ribaud et l'îlot du Ribaudon.
- Île du Petit Langoustier, en grande partie occupée par un fort.
- Île de Porquerolles l'antique Protè : 1 254 ha, 7 km de long et 2,5 km de large, Située dans le prolongement de la presqu'île de Giens, l'île culmine au sémaphore à 142 m. Elle offre les paysages les plus variés et abrite un conservatoire botanique national qui gère 180 ha de terres agricoles et collectionne des espèces rares endémiques aux îles d'Hyères ainsi que des variétés anciennes d'arbres fruitiers, figuiers, fruits à noyau et agrumes.
- Le Gros Sarranier et le Petit Sarranier, îlots.
- Île de Bagaud 45 ha, réserve intégrale des îlots de Port-Cros, interdite d'accès.
- Île de Port-Cros : 650 ha ; 4 km de long sur 2,5 km de large, la plus élevée (194 m, mont Vinaigre) et la plus montagneuse des îles, dotée d'une flore exceptionnelle et refuge d'oiseaux. Du fait de son port naturel (d'où elle tire son nom), elle fut également la plus fortifiée avec la construction de 5 forts au cours de son histoire.
- Rocher du Rascas (au nord de Port-Cros), réserve intégrale des îlots de Port-Cros, interdit d'accès.
- Îlot de la Gabinière (au sud de Port-Cros), réserve intégrale des îlots de Port-Cros, interdit d'accès.
- Île du Levant, 1 000 ha, longue de 8 km pour 1,5 km de large, culmine à 133 m. Elle est séparée de Port-Cros par la passe des Grottes, large d'environ 1 km. 95 % de son territoire est un terrain militaire occupé par la DGA Essais de missiles de la Méditerranée. La partie civile abrite le domaine naturiste, Héliopolis. La moitié de cette partie forme la réserve naturelle régionale du domaine des Arbousiers. En effet l'île est en grande partie couverte d'arbousiers.

## Parc national
Une partie de l'île de Porquerolles et l'ensemble des îles de Port-Cros et de Bagaud, des îlots de Rascas et de la Gabinière et la zone maritime environnante constituent le parc national de Port-Cros, soit une surface terrestre de 700 ha et une zone de 650 m autour des rivages, pour un total de 1 800 ha. Créé en 1963, il est le seul parc national de la France métropolitaine à la fois terrestre et maritime.

## Géographie
L'archipel des îles d'Hyères est un prolongement géologique du massif des Maures que la montée des eaux après la fin de la dernière glaciation, il y a vingt mille ans environ, a isolé. Le micaschiste est très présent sur ces îles.
Point le plus méridional de la Provence (cap d'Arme à Porquerolles), l'archipel se situe à peu près à la même latitude (43e parallèle) que le cap Corse, extrémité septentrionale de la Corse.

Carte topographique des îles d'Hyères.

## Climat
L'influence maritime régule les températures. Les hivers sont doux, les étés chauds et secs.
| Mois                                             | jan.       | fév.        | mars         | avril        | mai          | juin         | jui.         | août         | sep.         | oct.         | nov.         | déc.         | année     |
| ------------------------------------------------ | ---------- | ----------- | ------------ | ------------ | ------------ | ------------ | ------------ | ------------ | ------------ | ------------ | ------------ | ------------ | --------- |
| Température minimale moyenne (°C)                | 10,6       | 10,2        | 12,3         | 14,5         | 16,9         | 19,1         | 23,8         | 24,3         | 21,6         | 18,3         | 14,8         | 11,9         | 16,5      |
| Température moyenne (°C)                         | 11,6       | 11,2        | 13,2         | 15,5         | 17,9         | 20,8         | 24,7         | 25,1         | 22,6         | 19,1         | 15,6         | 12,3         | 17,5      |
| Température maximale moyenne (°C)                | 12,6       | 12,4        | 14,1         | 16,1         | 18,8         | 22,5         | 25,6         | 25,8         | 23,5         | 19,8         | 16,4         | 12,7         | 18,4      |
| Record de froid (°C) date du record              | −7 12.1987 | −10 02.1956 | −5,8 06.1971 | 2 12.1958    | 6,4 05.1987  | 9 06.1969    | 10,2 20.1981 | 11,5 08.1978 | 9,7 27.2020  | 3,5 28.2012  | −1,2 22.1988 | −2 17.1963   | −10 1956  |
| Record de chaleur (°C) date du record            | 20 19.2007 | 22 23.1990  | 23,5 21.2002 | 26,8 16.2007 | 30,6 30.2017 | 36,5 27.2019 | 37 07.1982   | 38,5 07.2003 | 33,1 01.2019 | 29,2 02.2011 | 24,8 06.2004 | 22,5 10.2004 | 38,5 2003 |
| Précipitations (mm)                              | 64,9       | 45,9        | 40,3         | 61,3         | 36,5         | 28,9         | 7,7          | 16,4         | 57,8         | 91           | 77           | 68,5         | 596,2     |
| dont nombre de jours avec précipitations ≥ 1 mm  | 6          | 5,1         | 4,2          | 6,9          | 4            | 2,8          | 0,8          | 1,8          | 4,3          | 6,9          | 6,8          | 7,2          | 56,8      |
| dont nombre de jours avec précipitations ≥ 5 mm  | 3,3        | 2,6         | 2,2          | 3,8          | 1,8          | 1,1          | 0,4          | 0,8          | 2,1          | 4,1          | 3,8          | 3,6          | 29,6      |
| dont nombre de jours avec précipitations ≥ 10 mm | 2,1        | 1,4         | 1,2          | 2,1          | 0,9          | 0,8          | 0,3          | 0,3          | 1,6          | 2,9          | 2,3          | 2,1          | 17,9      |

## Toponymie
Il est possible que l'appellation « ysles d'Or » veuille flatter Bertrand d'Ornézan et soit un néologisme issu d'un jeu de mots latins : Insularum Aerarum — îles du trésor royal — vers Insularum Aureum — Îles d'Or.

## Histoire

### Préhistoire et Antiquité
Les îles sont nommées Stoëchades (ce qui signifie rangées en ligne) par le géographe grec Strabon. Ce n'est que bien plus tard qu'elles furent appelées en français îles d'Orient, puis îles d'Or sous la Renaissance avant de prendre le nom d'îles d'Hyères.
Elles ont été occupées dès les temps préhistoriques. Ainsi
on a retrouvé des gisements exploités sur l'île du Levant, au Petit Avis, datant de l'âge du bronze ancien (1800 à 1400 av. J.-C.).
Ensuite les îles sont occupées ou fréquentées par des Celtes, Ligures, Étrusques, Grecs, qui nommeront chacune des îles, et Romains. Ceux-ci ont laissé un certain nombre de traces comme des mosaïques et une stèle à Porquerolles et des tombes, des canalisations et de la monnaie à Port-Cros. L'intérêt de ces îles est qu'elles offraient aux navires un abri contre le mauvais temps.
Fabius Valens, partisan de l'empereur Vitellius, tente, après avoir échoué à faire la jonction avec les troupes de Cæcina à Crémone, de gagner la Gaule. Il espère y rallier de nouvelles troupes pour lutter contre Vespasien. Après avoir embarqué dans le golfe de Pise et avoir fait escale au port d’Hercule Monecus (Monaco), il échoue sur les îles d'Hyères. Il est fait prisonnier et sa capture provoque un ralliement général à Vespasien.

### Moyen Âge
Par des lettres pontificales de 1198 et 1199, nous savons que l'archipel connaît une occupation religieuse au milieu du XIIe siècle avec l'installation de moines cisterciens, de l'abbaye du Thoronet qui construisent au nord de l'île du Levant une abbaye-fille, l'abbaye du Castelas. Elle est victime peu après d'un raid de pirates qui la pillent et emmènent les moines en esclavage. L'abbaye est rebâtie en 1169 par des Augustins mais au début du XIIIe siècle, elle est au centre d'une querelle d'intérêts entre ordres religieux, l'abbaye du Thoronet voulant récupérer l'abbaye des îles, querelle qui sera tranchée par le pape Innocent III. Des abbayes annexes de celle du Levant seront construites à Porquerolles et à Port-Cros, dans le vallon Notre-Dame. Les abbayes passeront ensuite sous le contrôle des moines de Lérins.
L'archipel connaitra une série de raids barbaresques de la fin du XIIe siècle au tout début du XVIe siècle (le dernier semble s'être produit en 1505) et l'Alliance franco-ottomane. C'est dans ce contexte que le remarquable cartographe turc Piri Reis mentionne les îles dans son ouvrage Kitab-ı Bahriye : « Les Turcs donnent à ces îles d'Hyères le nom de Trois Îles; elles sont célèbres dans le royaume de France. C'est un lieu où les flottes turque et arabe se livrent à la chasse, car les navires infidèles qui font du commerce à partir de ces côtes ne manquent pas, et vont et viennent. »

### Époque moderne

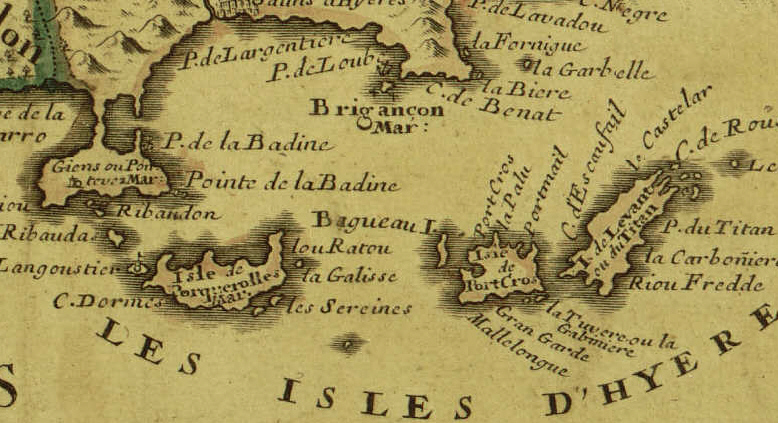
Carte datant de 1707, représentant les îles.

En visite à Hyères et à la suite des plaintes des habitants quant aux raids de pirates, François Ier fit de trois des îles, Port-Cros, Bagaud et le Levant, un marquisat - le marquisat des Îles d'Or - qu'il confia à Bertrand d'Ornezan avec la charge d'y assurer l'autorité royale et de le défendre contre les pirates. Onze marquis se succéderont jusqu'en 1785. Sous le règne de François Ier fut édifié le fort du Moulin, à Port-Cros, île disposant d'un port naturel.
En 1522, les Hospitaliers de l'ordre de Saint-Jean de Jérusalem qui viennent d'être chassés de Rhodes par Soliman le Magnifique demandent à François Ier le droit de s'installer dans les îles d'Hyères. Mais sur intervention de Charles Quint, alors opposé au roi de France, ils s'installent finalement à Malte.
Le roi Henri II donne en 1550 les îles à un gentilhomme allemand, passé au service de la France, le comte Christophe de Rogendorff, baron de Molembourg, en compensation des biens qu'il avait perdus en Allemagne. Ce comte les cède peu après à Gabriel de Luetz, ambassadeur français auprès de l'Empire ottoman, pour le remercier de l'avoir fait libérer des geôles turques. Cette cession fut avalisée par le roi en février 1552. Luetz porta donc le titre de « marquis des îles d'Or » et eut le droit d'ajouter à ses armes sept fleurs de lys d'argent sur fond d'azur. Pour y faire venir les colons, le roi les décrète terre d'asile pour les condamnés de droit commun mais l'arrivée de ces repris de justice sera facteurs de troubles importants.
Au XVIIe siècle, Richelieu renforce la protection des îles, faisant construire le fort de l'Estissac, dominant le havre de Port-Cros, ainsi que la tour de l'Éminence et le fort de Port-Man. Mais faute d'une garnison permanente suffisante, les îles sont toujours sujettes aux invasions. En 1700, les Anglais pillent Port-Cros et en 1707, au cours de la guerre de Succession d'Espagne, l'armée du duc Victor Amédée II de Savoie s'empare d'Hyères. Ils se replient sur Port-Cros et s'emparent ensuite de Porquerolles.
En 1742, les Anglais envahissent de nouveau Port-Cros avant d'en être chassés par le comte de Maurepas.
Le dernier marquis, Louis de Colvet, beau-père de Mirabeau vendit les trois îles à Jean Joseph Barthélémy Simon de Savornin en 1783.

### Époque contemporaine
En 1793, l'archipel est occupé par les Anglais qui se sont aussi emparés de Toulon. Ils le quittent un an plus tard, non sans l'avoir ravagé. Après une bataille navale contre une flotte anglaise au large des îles en 1795, Bonaparte, alors consul, en renforça les fortifications, puis de nouveau sous l'Empire, pour lutter contre la présence britannique en Méditerranée. Il fit installer une garnison de plus de 1 000 hommes à Port-Cros et la plupart des ouvrages fortifiés encore visibles sur les îles date de cette époque, dont le fort qui porte aujourd'hui son nom : fort Napoléon, sur l'île du Levant, construit en 1811.
Le XIXe siècle va marquer le début d'une véritable exploitation agricole des îles. 
Par exemple, en 1855, le comte Henri de Pourtalès (1815-1876) rachète l'île du Levant et 5 ans plus tard il y créé une colonie pénale pour enfants afin d'exploiter l'île. Cette colonie pénitentiaire, dite Colonie agricole de Sainte-Anne, fonctionnera pendant 17 ans, de 1861 à 1878, accueillant plus d'un millier d'enfants dont une centaine y mourront. 
Porquerolles, plus adaptée à l'agriculture, connaît plusieurs propriétaires successifs qui ont eu en commun d'investir en faveur du domaine.
Tout au long du XIXe siècle et du début du XXe siècle, l'effort de mise en valeur agricole fut constant. Un point culminant semble atteint quand les très considérables travaux agricoles de la « Compagnie Foncière de l'île de Porquerolles » avec leur cortège d'équipement lourds et coûteux ruine cette société qui est mise en liquidation en 1909, soit quelques années seulement après son arrivée. L'intérêt semble se tarir mais finalement un repreneur acquiert le domaine en 1912 pour un prix très intéressant. Il s'agit de François Joseph Fournier, Belge et dernier grand propriétaire de l'île qui avait fait fortune au Mexique. Il choisira d'orienter massivement l'activité vers le vignoble qu'il étendra fortement et fera culminer à 200 ha.
Les îles vont devenir aussi à la fin du XIXe siècle et dans la première moitié du XXe siècle des lieux de villégiature. Ainsi en 1880, Édouard Otlet, entrepreneur belge dans les tramways, fait de l'île du Levant sa résidence secondaire. Son fils Paul Otlet (1868-1944) y passera ainsi plusieurs étés.
En 1892, l'État devient propriétaire de 930 ha de l'île du Levant soit 90 % de l'île, les héritiers de la famille Otlet ne conservant que 65 ha. Revendus en 1928 à une société immobilière, ils sont repris en 1931 par les docteurs Gaston et André Durville, qui y créeront Héliopolis, un des premiers villages naturistes d’Europe.
À Port-Cros, plusieurs propriétaires de l'île se succèdent qui essayent d'en faire un lieu touristique. Durant l'entre-deux-guerres, l'île est fréquentée par des personnalités parisiennes.
Début 1943, les Allemands, après l'invasion de la Zone libre en novembre 1942, occupent les îles d'Hyères. Le 15 août 1944, les forces américaines débarquent dans les îles de Port-Cros et du Levant, le jour même du débarquement de Provence qui se déroule plus au nord. Il faudra 2 jours de combats pour venir à bout de la garnison allemande de Port-Cros.
Dans les années 1960, la dernière propriétaire de l'île de Port-Cros, Mme Henry, en fait don (excepté l'hôtel cédé à son petit-neveu) à l'État sous réserve qu'il protège l'île. En 1963, le parc national de Port-Cros est créé comprenant Port-Cros et l'île Bagaud (dont l'État était propriétaire depuis le XIXe siècle). L'État acquiert ensuite en 1971 la quasi-totalité de Porquerolles et en fait un site classé, géré par le parc national. En 1979 est créé le Conservatoire botanique de Porquerolles.

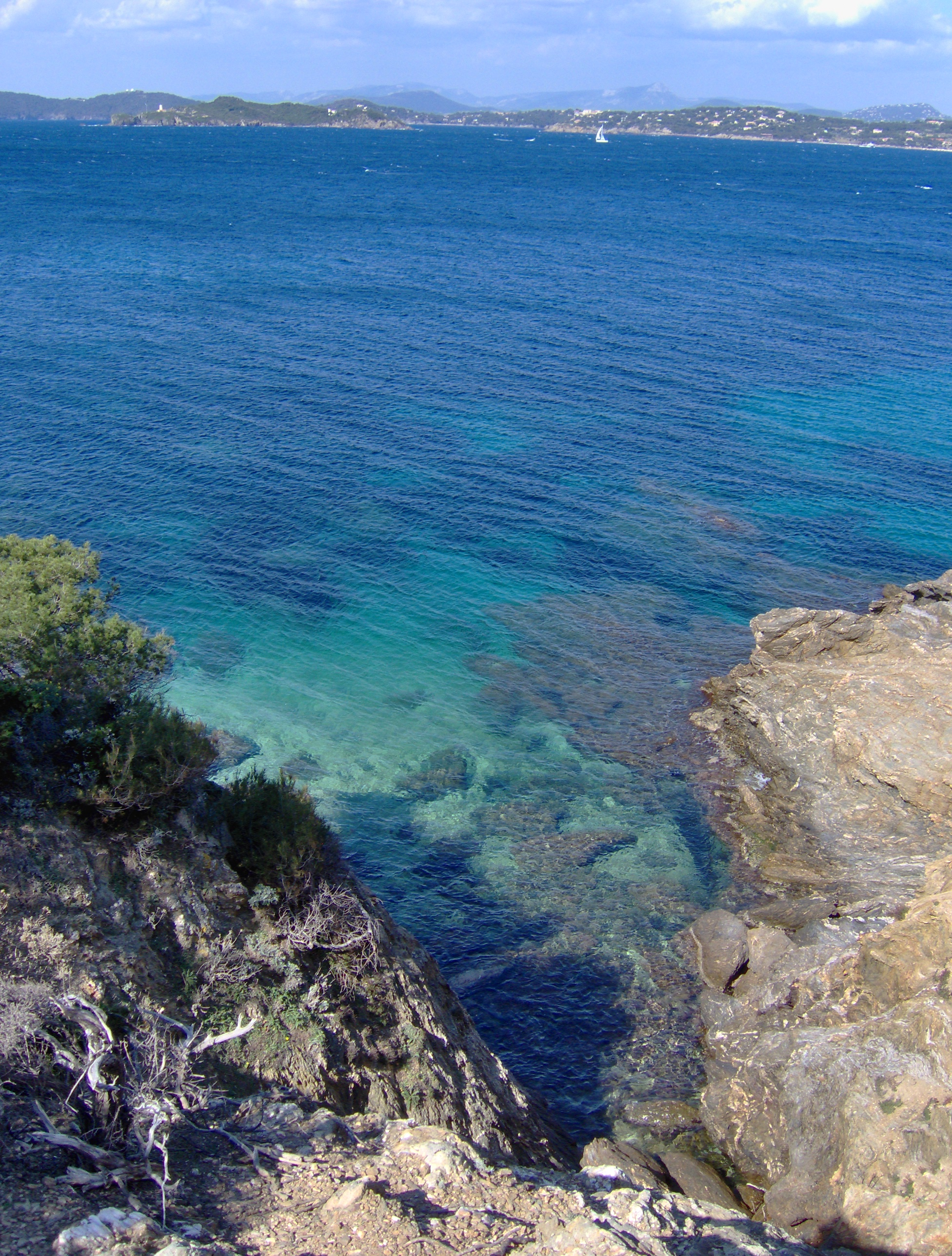
Vue sur l'île de Porquerolles.

## Épaves
La rade et les îles d’Hyères comptent environ 40 épaves antiques et 15 épaves modernes.
Quelques épaves dans la rade :
- le Prophète Elie, qui sombra en 1838 ;
- le Ville de Grasse, vapeur à roues à aubes qui sombra en 1851 ;
- le Michel C, vapeur de cabotage qui sombra en 1866 ;
- le Donator, cargo de 78 m, coulé en 1945 ;
- le Sagona, cargo panaméen coulé en 1945 ;
- la Tantine, chaland coulé en 1960 ;
- le « Mustang de Giens », chasseur-bombardier monoplace repéré en 1985.